# Kopenhaga (film)
Kopenhaga – brytyjski dramat z 2002 roku na podstawie sztuki Michaela Frayna pod tym samym tytułem.

## Główne role
- Francesca Annis – Margrethe Bohr
- Daniel Craig – Werner Heisenberg
- Stephen Rea – Niels Bohr

## Fabuła
Rok 1941, Kopenhaga. Do duńskiego fizyka Nielsa Bohra przybywa w odwiedziny niemiecki fizyk Werner Heisenberg. W tym czasie Heisenberg prowadził dla Niemiec badania dotyczące broni nuklearnej, a pozornie odizolowany Bohr był w kontakcie z alianckimi agentami i miał wielki wpływ na społeczność fizyki jądrowej. Motywy kierujące Niemcem pozostają dla Bohra zagadką...